# Stenodynerus simulatus
Stenodynerus simulatus är en stekelart som beskrevs av Gusenleitner 1981. Stenodynerus simulatus ingår i släktet smalgetingar, och familjen Eumenidae. Inga underarter finns listade i Catalogue of Life.